# Antonio Ramírez de Haro
Antonio Ramírez de Haro (?, Villaescusa de Haro – 16 de septiembre de 1549, Burgos) fue un noble y eclesiástico español que perteneció al Consejo Real de Carlos I de España, fue capellán mayor de la Infanta Leonor de Austria, después reina de Portugal y de Francia, y ocupó los cargos de obispo de Orense (1537-1539), de Ciudad Rodrigo (1539-1541), de Calahorra (1541-1543) y finalmente de Segovia (1543-1549).

## Biografía
Nació a finales del siglo XV en Villaescusa de Haro, siendo hijo de Lorenzo Ramírez de Arellano y de María Fernández de Alarcón. Estudió en la Universidad de Salamanca, integrado en el colegio Mayor de Cuenca, fundado por su tío Diego Ramírez de Fuenleal, obispo de Astorga, Málaga y Cuenca. Alcanzó los cargos de arcediano de Huete, abad de Santa María de Arbas y capellán mayor de Leonor de Austria, primeramente princesa de Castilla (por ser hija de Juana I de Castilla y Felipe el Hermoso) y después reina consorte de Portugal y de Francia.
El rey Carlos I le nombró inquisidor y su comisario apostólico en la ciudad y Reino de Valencia y en el Principado de Cataluña para vigilar la reformación de los moriscos. El rey, satisfecho por su actuación le propuso para la diócesis de Orense, que gobernó desde el 2 de diciembre de 1537 hasta 1539, que fue proveído obispo de Ciudad Rodrigo. En 1541 fue trasladado a la Diócesis de Calahorra y finalmente fue designado en 1543 obispo de Segovia, cargo que ostentó hasta su muerte, ocurrida el 16 de septiembre de 1549 durante una visita al monasterio de Santa María la Real de Las Huelgas de Burgos, siendo enterrado en el Hospital del Rey de la ciudad, anejo al monasterio y perteneciente a la Orden de Calatrava.
Fue autor de un tratado titulado "De bello barbarico, sive de modo inferendi bellum infidelibus", y condenó la obra de Juan Ginés de Sepúlveda, que defendía sus doctrinas sobre la conversión de los infieles.
| Predecesor: Rodrigo Mendoza Manrique        | Obispo de Orense 1537-1539         | Sucesor: Fernando Niño                 |
| Predecesor: Pedro Pacheco Ladrón de Guevara | Obispo de Ciudad Rodrigo 1539-1541 | Sucesor: Francisco de Navarra y Hualde |
| Predecesor: Alonso de Castilla y Zúñiga     | Obispo de Calahorra 1541-1543      | Sucesor: Juan Yanes                    |
| Predecesor: Diego Ribera de Toledo          | Obispo de Segovia 1543-1549        | Sucesor: Gaspar de Zúñiga y Avellaneda |